# Edgar Allan Poe
Edgar Allan Poe, nato Edgar Poe (Boston, 19 gennaio 1809 – Baltimora, 7 ottobre 1849), è stato uno scrittore, poeta e critico letterario statunitense.
Considerato uno dei maggiori e più influenti scrittori della storia, Poe è stato l'iniziatore del racconto poliziesco, della letteratura dell'orrore e del giallo psicologico, oltreché autore di racconti di fantascienza e d'avventura. Fu altresì un poeta romantico di valore, anticipando il simbolismo e il "maledettismo".
Poe è considerato il primo scrittore alienato d'America, avendo dovuto lottare per buona parte della vita con problemi finanziari e personali, oltre che con l'incomprensione del pubblico e della critica dell'epoca.

## Biografia

### Primi anni di vita

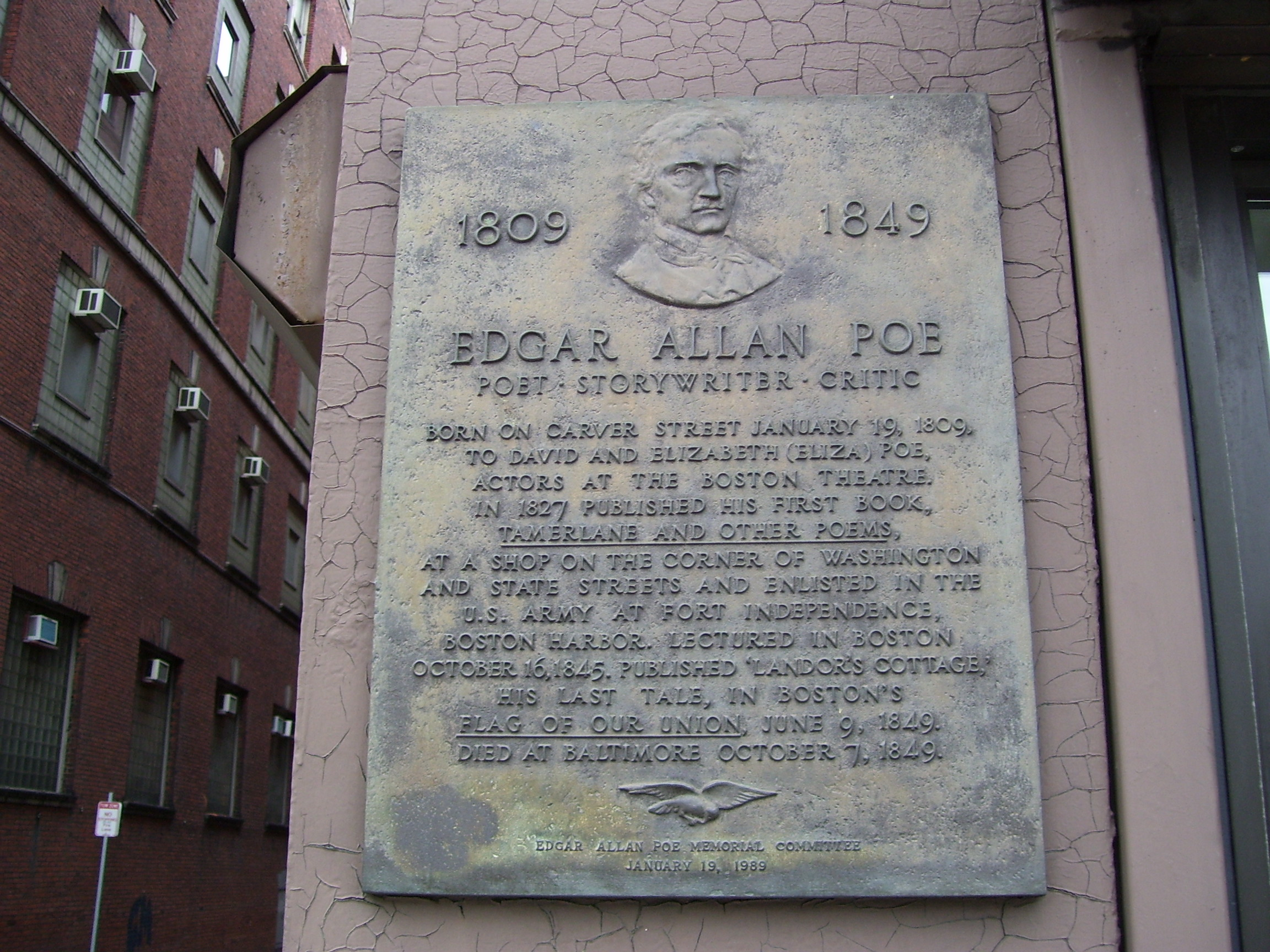
Targa indicante la posizione approssimativa, a Boston, in cui è nato Edgar Poe

Edgar Poe nacque a Boston il 19 gennaio 1809, secondogenito dell'attrice britannica Elizabeth Arnold e dell'attore americano David Poe Jr. Aveva un fratello maggiore, William Henry Leonard Poe e una sorella minore, Rosalie Poe. Il loro nonno, David Poe Sr., oriundo della Contea di Cavan, in Irlanda, era emigrato negli Stati Uniti intorno al 1750. Il nome Edgar potrebbe essere stato ispirato dal nome di un personaggio del Re Lear di William Shakespeare, tragedia che la coppia stava portando in scena nel 1809. Il padre abbandonò la famiglia nel 1810, mentre la madre morì l'anno seguente a causa di una feroce tubercolosi polmonare; essendo rimasto orfano di entrambi i genitori, Poe fu messo in casa di John Allan, un mercante scozzese di successo, presso Richmond, in Virginia, che commerciava in una varietà di prodotti tra cui il tabacco, stoffa, grano, pietra e schiavi. Gli Allan gli fecero da famiglia affidataria e gli diedero il nome di "Edgar Allan Poe", anche se non lo adottarono mai formalmente.
La famiglia Allan battezzò Poe, nel 1812, nella Chiesa episcopale. John Allan alternò un'educazione di forte disciplina con una più permissiva per il suo figlio adottivo. Nel 1815 la famiglia Allan, insieme a Edgar, si trasferì in Gran Bretagna. Poe frequentò, nello stesso anno e per un breve periodo, la scuola di grammatica presso Irvine, in Scozia (paese natio di John Allan), prima di ricongiungersi alla famiglia a Londra nel 1816. Qui studiò in un collegio a Chelsea fino all'estate del 1817. L'aula in cui studiava confinava con un cimitero e il preside del collegio insegnava matematica tra le tombe: ogni ragazzo doveva scegliere una lapide e calcolare l'età del defunto. Il primo giorno di scuola veniva poi data a ogni ragazzo una piccola pala di legno, con cui bisognava scavare le fosse di chi moriva nel periodo scolastico.
Proseguì la carriera scolastica presso la Manor House School del reverendo John Bransby a Stoke Newington, un sobborgo a circa 6,4 km a nord di Londra.
Da bambino rivelò un'eccezionale memoria. La sua inclinazione, a volte forse eccessiva, per le rime e le anafore, cominciata da piccolo, gli valse presso i contemporanei l'appellativo di jingle-man, coniato dal grande filosofo e poeta Ralph Waldo Emerson. La sua esagerata passione per musica e poesia forse fu causa di un violento squilibrio del sistema nervoso e della fragilità della sua esile fibra: a tal proposito, scrisse:
(In William Wilson)
I genitori adottivi gli vollero dare un'educazione fortemente inglese. Studiò infatti in Inghilterra, dove i massimi scrittori e poeti inglesi esercitarono una grande influenza sulla sua sensibilità. Le memorie di quel tempo sono raccontate nel William Wilson, dove descrive la sua scuola di Stoke Newington «antichissima casa di un misteriosissimo villaggio dell'Inghilterra ricco di passeggiate fantastiche, sulle quali gettavano perennemente le loro grandi ombre immemorabili olmi».
Nell'estate del 1820 Poe tornò con gli Allan a Richmond, in Virginia. Nel 1824 servì come luogotenente della guardia giovanile d'onore della città che celebrò la visita di Gilbert du Motier de La Fayette. Nel marzo del 1825, lo zio di John Allan morì, lasciando al nipote diversi immobili. L'eredità fu stimata in 750 000 dollari statunitensi. Durante l'estate Allan festeggiò l'incremento della sua ricchezza con l'acquisto di una casa a due piani di nome Moldavia.
Nello stesso anno, espulso dall'Accademia di Richmond, si invaghì di Jane Stith Stanard (nata Craig), madre di un suo compagno di studi, ricordata nei suoi scritti col senhal Helen. Inconsolabile per la precoce morte della signora Stanard, dalle lettere si desume che per parecchi mesi si recò solo, di notte, anche sotto la pioggia, a piangere disperatamente sulla tomba di lei. In quell'anno compose rime a Helen, poi a Eleonor, Irene, Paeau. Ma solo Sarah Elmira Royster esercitò su di lui un fascino irresistibile, tanto che si fidanzò prima di iscriversi all'Università della Virginia per studiare lingue antiche e moderne. L'università fu fondata sugli ideali del suo ideatore, Thomas Jefferson, e aveva regole severe contro il gioco d'azzardo, i cavalli, le armi, il tabacco e l'alcol; tuttavia queste regole venivano generalmente ignorate. Jefferson aveva proposto un sistema di autogestione dello studente a cui veniva consentito di scegliersi il proprio percorso di studi. Il sistema, tuttavia, era alquanto caotico e vi era un alto tasso di abbandono. Durante il tempo trascorso all'università, Poe perse il contatto con la Royster e litigò col padre adottivo a causa di debiti di gioco. Poe sostenne che Allan non gli avesse dato il denaro sufficiente per l'iscrizione ai corsi, per acquistare testi e per un alloggio. Allan inviò ulteriore denaro e vestiti ma nonostante ciò i debiti di Poe aumentarono. Poe abbandonò l'università dopo un anno e, non sentendosi ben accolto a Richmond, soprattutto dopo aver appreso che la sua fidanzata Royster aveva sposato Alexander Shelton, si trasferì a Boston nel mese di aprile 1827, sostenendosi con lavori saltuari come impiegato e giornalista. A un certo punto iniziò a usare lo pseudonimo di Henri Le Rennet.

### Carriera militare

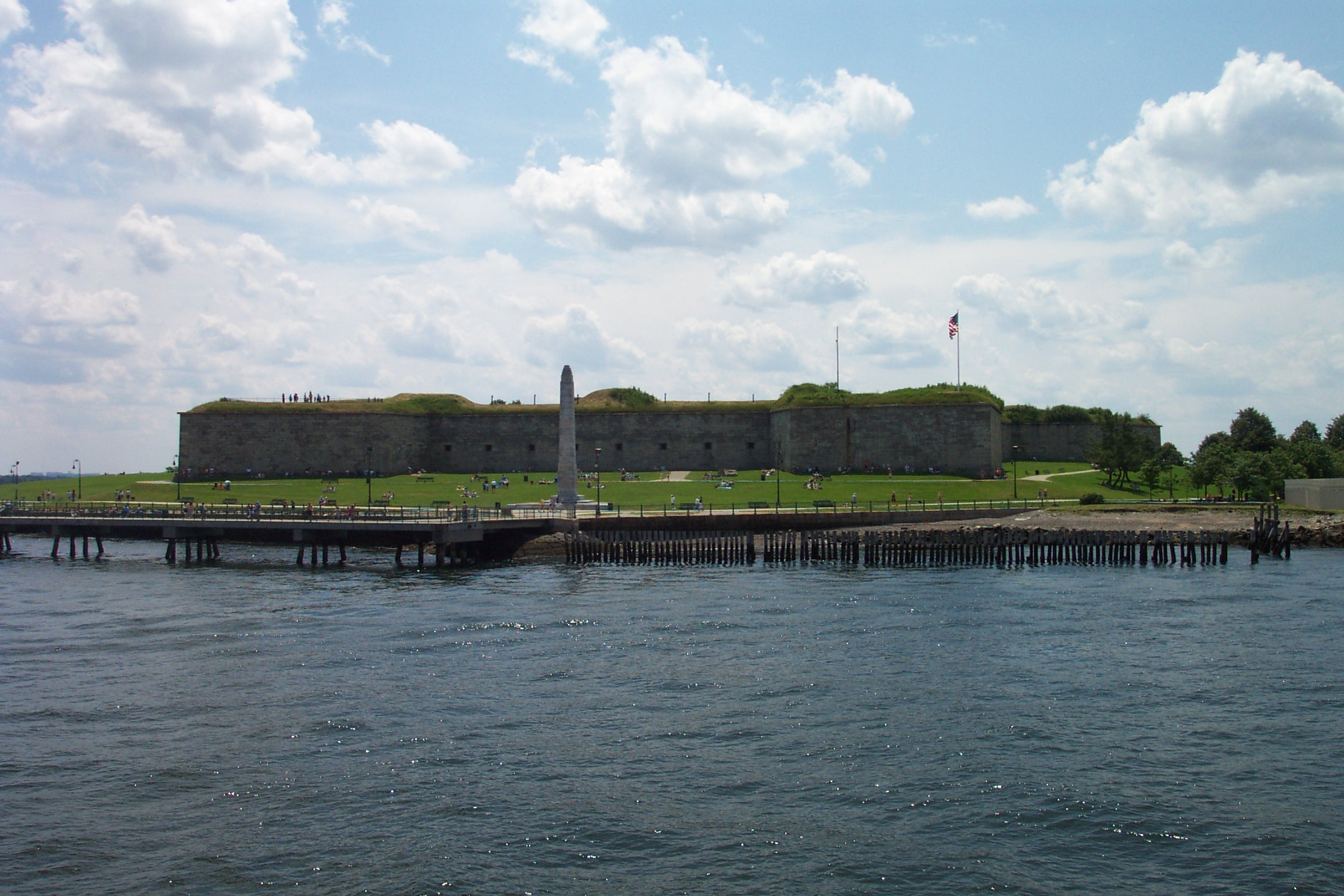
Fort Independence, dove Poe fu di stanza mentre era nell'esercito

Non essendo in grado di mantenersi, il 27 maggio 1827 Poe si arruolò nello United States Army come soldato semplice, facendosi conoscere con il nome di "Edgar A. Perry" e dichiarando di avere 22 anni malgrado fosse soltanto diciottenne. Inizialmente prestò servizio presso Fort Independence, nel porto di Boston, con una paga di cinque dollari al mese. Nello stesso anno, pubblicò il suo primo libro, una raccolta di 40 pagine di poesia, Tamerlano e altre poesie, che portò la firma di "un bostoniano". Vennero stampate solo 50 copie e il libro non ricevette praticamente alcuna attenzione. Il reggimento di Poe fu inviato a Fort Moultrie a Charleston, Carolina del Sud e, l'8 novembre 1827, viaggiò sulla nave brigantino Waltham. Poe venne promosso a "artificer", uno specialista arruolato con il compito di preparare le granate per l'artiglieria, ruolo per cui vide la sua paga raddoppiarsi. Dopo aver prestato servizio come artificer per due anni, raggiungendo il grado di sergente maggiore dell'artiglieria (il grado più alto che un sottufficiale può raggiungere), Poe cercò di porre fine al suo periodo di arruolamento. Rivelò al suo comandante, il tenente Howard, il suo vero nome e la sua situazione. Howard avrebbe allora acconsentito a congedare Poe a patto che si fosse riconciliato con John Allan. Tuttavia, nonostante le diverse suppliche, Allan ignorò Poe, non informandolo nemmeno della malattia della madre adottiva. Frances Allan morì il 28 febbraio 1829 e Poe riuscì a fare visita alla sua tomba soltanto il giorno successivo alla sua tumulazione. Forse addolcito dalla morte della moglie, John Allan accettò di aiutare il giovane Poe a essere congedato per tentare di essere ammesso alla United States Military Academy di West Point.
Il 15 aprile 1829, Poe finalmente lasciò l'esercito. Prima di entrare a West Point, Poe trascorse un breve periodo a Baltimora per stare con la zia vedova Maria Clemm, sua figlia Virginia Eliza Clemm (cugina di primo grado di Poe), suo fratello Henry e la nonna invalida Elizabeth Cairnes Poe. Frattanto, Poe pubblicò, nello stesso anno, il suo secondo libro, Al Aaraaf, Tamerlano e Poesie Minori.
Il 1º luglio 1830 si iscrisse come cadetto all'accademia militare di West Point; pochi mesi dopo, a ottobre, John Allan sposò in seconde nozze Louisa Patterson. Il matrimonio e i litigi tra Poe e i figli naturali di Allan portarono il padre adottivo a rinnegare Poe e quest'ultimo decise di lasciare West Point, andando volontariamente incontro alla corte marziale. L'8 febbraio 1831 fu infatti processato per negligenza grave e disobbedienza a un ordine per aver rifiutato di partecipare alla formazione, all'educazione e ai riti religiosi. Poe deliberatamente non si dichiarò colpevole in modo da essere espulso, sapendo che sarebbe stato giudicato colpevole.
Nel 1831, dunque, partì per New York, dove pubblicò un terzo volume di poesie, intitolato semplicemente Poems. Il libro fu finanziato grazie all'aiuto dei suoi compagni cadetti di West Point, molti dei quali donarono 75 centesimi alla causa, raccogliendo un totale di 170 dollari. Essi si aspettavano versi simili a quelli satirici che Poe aveva scritto sui propri comandanti. Stampato da Elam Bliss di New York, fu etichettato come "Second Edition" e comprendeva una dedica: "Questo volume è rispettosamente dedicato al corpo dei cadetti degli Stati Uniti." Nel libro vennero ristampati i lunghi poemi "Tamerlano" e "Al Aaraaf", ma ne facevano parte anche sei poesie inedite, tra cui le prime versioni di "A Elena", "Israfel" e "La Città del mare". A marzo dello stesso anno, fece ritorno a Baltimora da sua zia, suo fratello e suo cugino. Il fratello maggiore Henry, in cattiva salute in parte a causa di problemi di alcolismo, morì il 1º agosto.

### Carriera editoriale

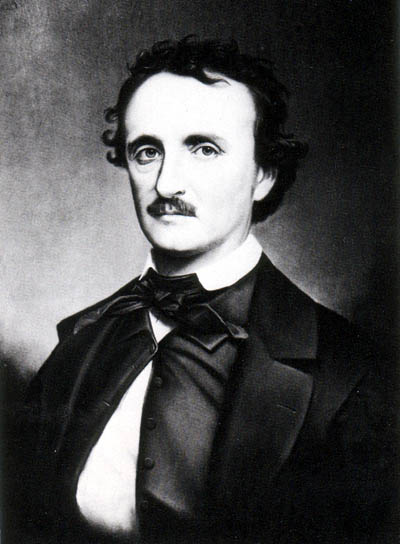
Edgar Allan Poe

Dopo la morte del fratello, Poe iniziò tentativi più concreti per promuovere la sua carriera di scrittore; tuttavia trovò un periodo molto difficile per l'editoria statunitense. Fu il primo statunitense noto che cercò di vivere dei soli proventi della scrittura e fu ostacolato dalla mancanza di una legge internazionale sul diritto d'autore. Spesso gli editori britannici stampavano opere di scrittori statunitensi senza pagarne il lavoro. Il settore fu anche particolarmente colpito dal panico del 1837. Nonostante una crescita in forte espansione dei periodici, favorita in parte dalle nuove tecnologie, molti non durarono oltre un paio di uscite e gli editori spesso si rifiutavano di pagare i loro autori o li pagavano con grande ritardo, rispetto a quanto pattuito. Durante i suoi tentativi di mantenersi col suo lavoro di scrittore, Poe dovette più volte ricorrere a umilianti richieste di denaro e altre forme di assistenza.
Dopo le sue prime esperienze poetiche, Poe rivolse la sua attenzione alla prosa. Pubblicò a Filadelfia alcune storie e iniziò a lavorare al suo unico dramma, Poliziano. Nell'ottobre 1833 il Baltimore Saturday Visiter assegnò a Poe un premio per il suo racconto Manoscritto trovato in una bottiglia. La storia lo portò all'attenzione di John Pendleton Kennedy, un abitante di Baltimora con notevoli mezzi che aiutò Poe a pubblicare alcuni dei suoi racconti e lo presentò a Thomas W. White, direttore del Southern Literary Messenger di Richmond. Poe diventò così assistente al montaggio del periodico per il mese di agosto 1835; ciò malgrado, fu licenziato nel giro di poche settimane in quanto fu sorpreso ubriaco dal suo principale. In una lettera dell'11 settembre 1835 scritta a John Pendleton Kennedy, uno dei suoi pochi ammiratori, scrisse che:

### Il matrimonio e la morte della moglie

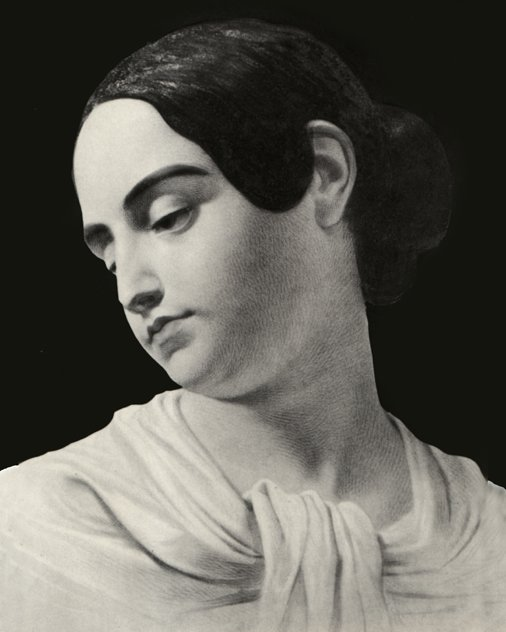
Virginia Clemm, cugina e in seguito moglie di Poe appena tredicenne. La sua malattia e morte prematura potrebbero aver ispirato molte delle opere dello scrittore.

Ritornato a Baltimora, sposò segretamente il 22 settembre 1835 sua cugina di primo grado Virginia Eliza Clemm. Poe aveva 26 anni, mentre Virginia solo 13, anche se sul certificato di matrimonio si attestava che ne avesse 21. La giovanissima età della sposa e il matrimonio tra cugini primi non era così inconsueto; secondo alcuni studiosi, come Marie Bonaparte, il matrimonio non fu consumato: pur essendo un rapporto d'amore, quello tra Poe e Virginia non era un rapporto di natura sessuale, ma una relazione platonica di tipo fratello-sorella. L'unico dato certo è che non condivisero il letto fino a che Virginia non ebbe 16 anni.
Reintegrato da White dopo aver promesso un buon comportamento, Poe si trasferì a Richmond con Virginia e sua madre. Rimase al Messenger fino a gennaio 1837 e, al riguardo, affermò che durante questo periodo il giornale avesse aumentato le copie da 700 a 3 500. Inoltre, pubblicò diverse poesie, recensioni di libri, critiche e storie. Il 16 maggio 1836 vi fu una seconda cerimonia di nozze a Richmond con Virginia, questa volta pubblica.
Tra il 1837 e il 1838 scrisse Storia di Arthur Gordon Pym (The Narrative of Arthur Gordon Pym of Nantucket), che venne pubblicato nel 1838. Si tratta di uno dei libri più famosi di Poe e tra i più rappresentativi della sua narrativa del terrore. Nell'estate dell'anno successivo Poe divenne assistente direttore della rivista Burton's Gentleman's Magazine. Pubblicò numerosi articoli, storie e recensioni, migliorando la sua reputazione di critico tagliente che si era procurato presso il Southern Literary Messenger. Nello stesso anno, il 1839, furono pubblicati in due volumi "I racconti del grottesco e dell'arabesco" (Tales of the Grotesque and the Arabesque), che ricevettero recensioni contrastanti. Poe lasciò il Burton dopo circa un anno e trovò un posto di assistente presso il Graham Magazine.
Nel 1840 compose a Filadelfia La caduta della casa degli Usher, Morella, William Wilson, La cometa e La conversazione di Eiros e Charmion e nel giugno dello stesso anno annunciò l'intenzione di fondare un giornale intitolato Stylus. In origine voleva chiamarlo The Penn. Il 6 giugno 1840 lo scrittore acquistò uno spazio pubblicitario su The Saturday Evening Post, per il suo progetto: "Prospetto di The Penn, una rivista mensile letteraria e pubblicata nella città di Filadelfia da Edgar A. Poe". La rivista non venne mai realizzata. In questo periodo, egli tentò di assicurarsi una posizione con l'amministrazione Tyler, affermando di essere stato un membro del Partito Whig. Egli sperava di essere assunto alla dogana di Filadelfia grazie all'intercessione di un amico, Frederick Thomas, conoscente del figlio del presidente Tyler; tuttavia, Poe non riuscì a presentarsi all'incontro con Thomas per discutere sulla nomina, sostenendo di essere malato, anche se l'amico ritenne che invece fosse in stato di ubriachezza. Nonostante gli fosse stato promesso un incarico, tutte le posizioni vennero occupate da altri.
Nel 1841, per il Gift e il Graham's Magazine, scrisse Eleonora e Autografia, Studi letterari e critici su scrittori contemporanei, Il ritratto ovale, La vita della morte, La maschera della morte rossa; compose I delitti della Rue Morgue, considerato da molti il racconto capostipite del genere poliziesco. In esso compare per la prima volta il personaggio del detective criminologo Auguste Dupin, antesignano di quegli investigatori "deduttivi" che avranno in Sherlock Holmes il più celebre rappresentante.

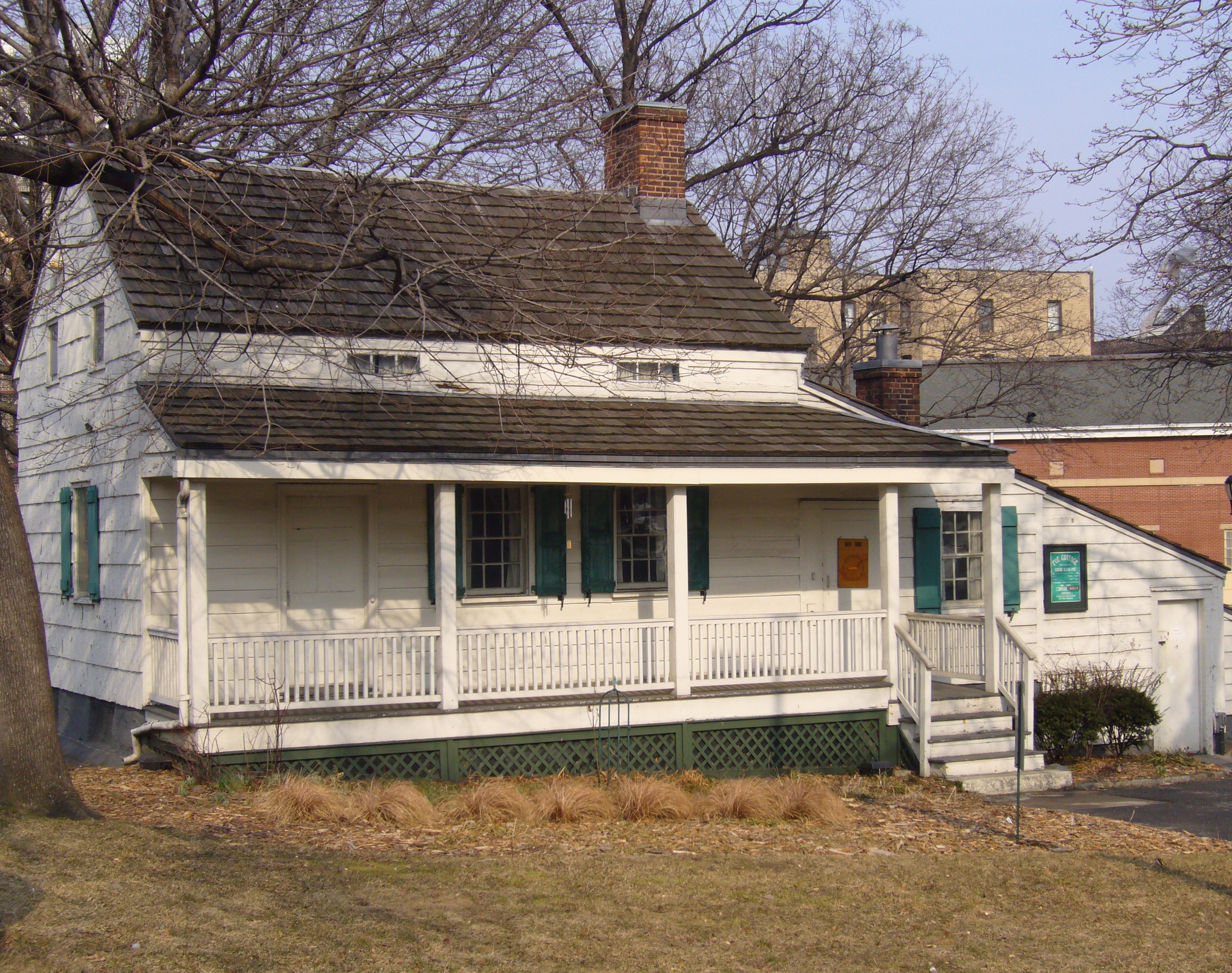
Poe trascorse gli ultimi anni della sua vita in questo piccolo cottage a Fordham, in quello che oggi è il Bronx

Nel 1842 pubblicò Le terre di Arnheim, Il giardino nel paesaggio, Il pozzo e il pendolo, Il mistero di Marie Roget, opere che gravitano intorno a una visione della realtà e contemporaneamente dell'immaginario; odio, fascino e paura, entusiasmo e diffidenza verso una società dalla quale cerca di fuggire, in una prosa ricca di echi shakespeariani e metafisici.
Una sera, nel mese di gennaio 1842, Virginia mostrò i primi segni di "deperimento da consunzione", la condizione oggi conosciuta come tubercolosi o tisi: mentre stava cantando e suonando il pianoforte ebbe un attacco di tosse, le si ruppe un vaso sanguigno in gola ed ebbe la prima emorragia polmonare con emottisi. Si trattava della stessa malattia che uccise la madre dello scrittore (tubercolosi polmonare) ma con in più laringite tubercolare e la tubercolosi tonsillare. Poe iniziò a bere più intensamente per via dello stress causato dalla malattia della moglie; lasciò Graham e tentò di trovare una nuova posizione e nuovi lavori che gli permettessero di curare adeguatamente Virginia, ma non riuscì a guadagnare molto. Tornò a New York, dove per un breve periodo lavorò all'Evening Mirror prima di diventare editore del Broadway Journal e, in seguito, il suo unico proprietario. Qui si attirò l'antipatia di altri scrittori accusando pubblicamente Henry Wadsworth Longfellow di plagio. Tra le sue amicizie newyorkesi va però ricordato il rapporto con il musicista e patriota italiano Piero Maroncelli. A causa del freddo e del poco cibo Virginia peggiorò; fu costretta all'inizio a usare il vecchio mantello militare di Edgar come coperta.
Nel 1843 videro la luce Lo scarabeo d'oro, che ottenne grande successo, e Il gatto nero, scritti che gli diedero una discreta celebrità. Il 29 gennaio 1845, il suo lavoro Il corvo e altre poesie venne pubblicato sull'Evening Mirror, destando grande scalpore. Nonostante il successo ottenuto da questa poesia, che rese Poe immediatamente celebre, egli fu pagato solo 9 dollari per la sua pubblicazione. Contemporaneamente Il corvo venne pubblicato anche sulla rivista The American Review: A Whig Journal con lo pseudonimo di "Quarles".

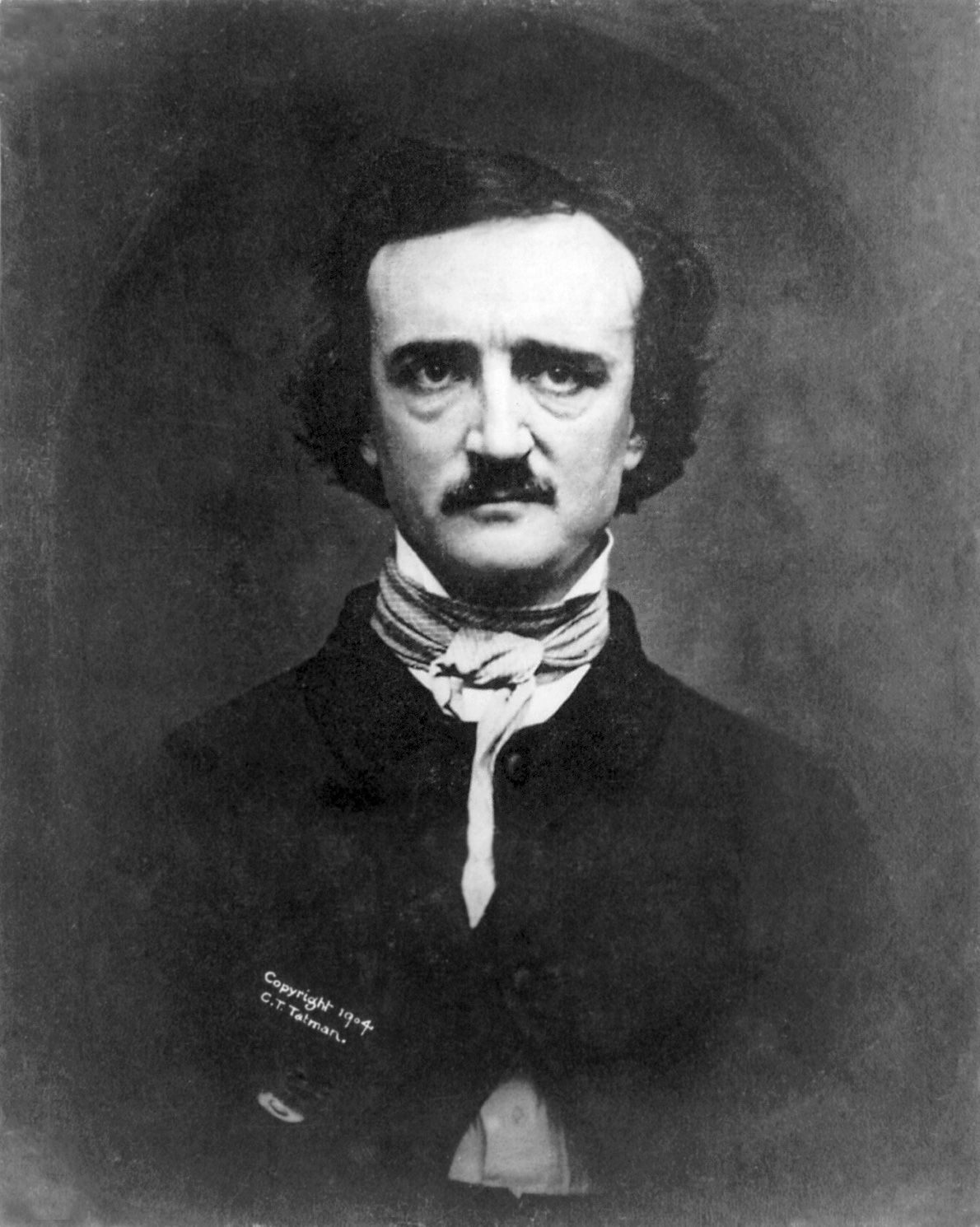
Dagherrotipo di Poe realizzato il 9 novembre 1848

Nel 1846, il Broadway Journal fallì. Poe si trasferì in un cottage a Fordham, New York, in quello che oggi è il Bronx all'angolo sud-est tra Grand Concourse e Kingsbridge Road. Virginia vi morì il 30 gennaio 1847. I biografi e i critici spesso suggeriscono che il tema frequente negli scritti di Poe della "morte di una bella donna" nasca dalla ripetuta perdita o malattie di donne a cui teneva, per tutta la sua vita. Questo tema gli ispirò alcune delle sue pagine migliori a suo dire e in questo senso va intesa l'affermazione che non ci sarebbe "niente di più poetico":
(Edgar Allan Poe, La filosofia della composizione, 1846)
L'estrema povertà in cui viveva lo costrinse addirittura a usare le lenzuola del corredo matrimoniale (portate in dote dalla sposa) come sudario per la moglie stessa. Un'amica della moglie lo aiutò a organizzare le esequie e a pagare la lapide. Poe cadde in una cupa depressione subendo attacchi di aritmia cardiaca. Il suo alcolismo divenne molto grave. Charles Chauncey Burr scrisse che Poe in seguito fu trovato molte volte quasi assiderato nella neve, di notte e d'inverno, seduto vicino alla tomba della moglie.
Sopraffatto dal dolore, Poe iniziò poi a corteggiare la poetessa Sarah Helen Power Whitman, che viveva a Providence, Rhode Island, anche lei vedova. Tuttavia, non vi fu mai un coinvolgimento, presumibilmente a causa dell'alcolismo di Poe e del suo comportamento irregolare. Vi è anche una notevole probabilità che la madre della Whitman sia intervenuta per far fallire la loro relazione. Il 5 novembre 1848 tentò il suicidio tramite overdose di laudano.
Poe tornò poi a Richmond e riallacciò i rapporti con il suo amore di gioventù, Sarah Elmira Royster-Shelton. È stato ipotizzato che fino al 1847 Poe abbia avuto una relazione extraconiugale con Frances "Fanny" Sargent Osgood, una poetessa sposata anche lei sofferente di tisi, deceduta nel 1850, nonché con Elizabeth F. Ellet.
Intorno ad aprile 1849, Poe smise di bere grandi quantità di alcol e fare uso di oppio, con l'intenzione di disintossicarsi completamente in vista del matrimonio con Sarah Royster.

### Morte

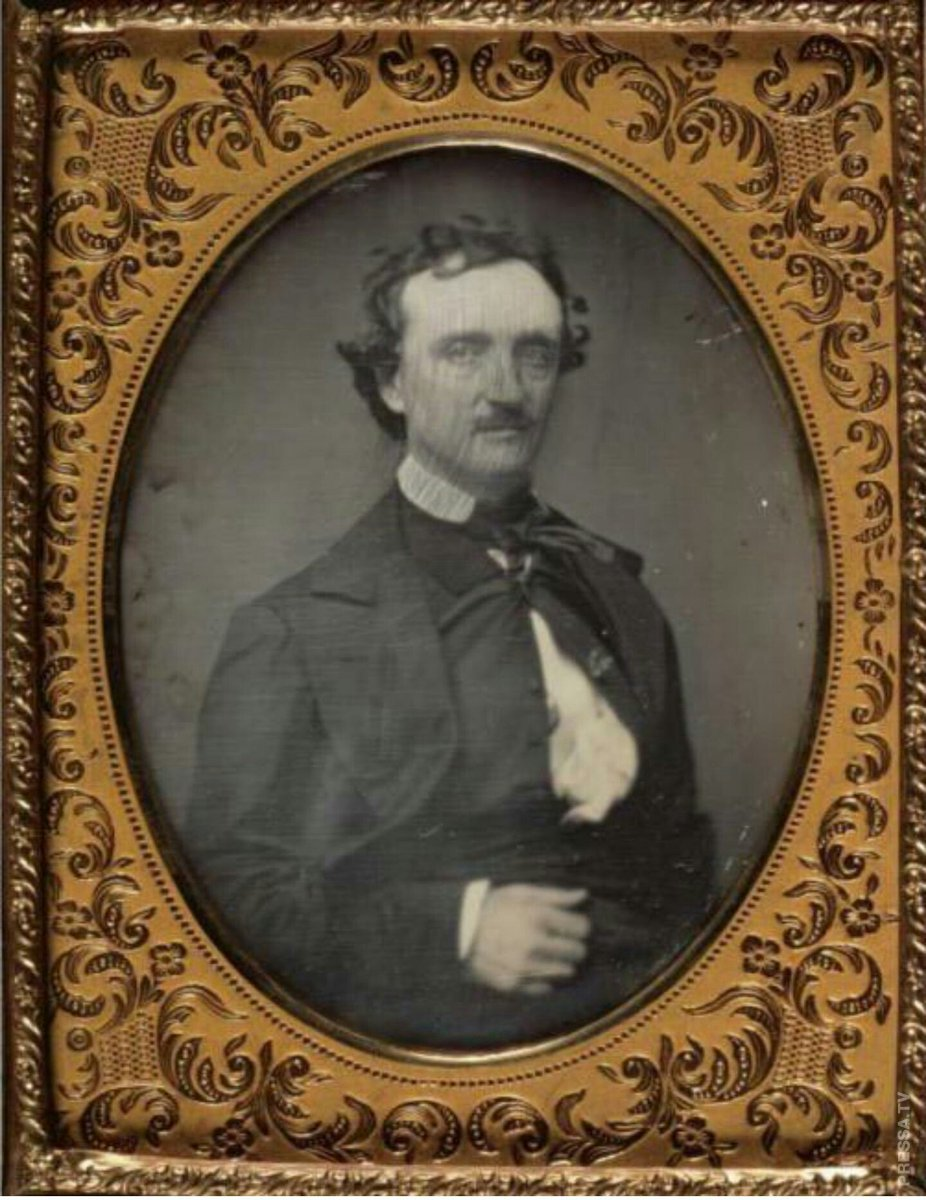
Ultima fotografia di Poe, dagherrotipo realizzato nel settembre 1849

Poe morì improvvisamente sei mesi dopo, in seguito a una breve malattia di origine incerta. Il 3 ottobre 1849 lo scrittore fu ritrovato delirante per le strade di Baltimora, "in grande difficoltà, e... bisognoso di immediata assistenza", secondo l'uomo che lo trovò, Joseph W. Walker. Fu portato all'ospedale Washington College, dove morì domenica 7 ottobre 1849, alle cinque del mattino. Poe non rimase mai sufficientemente lucido per spiegare come si fosse trovato in tali gravi condizioni, né come mai indossasse vestiti che non erano i propri.
Si dice che Poe abbia ripetutamente invocato il nome "Reynolds" durante la notte precedente al suo decesso, benché non sia chiaro a chi si riferisse (alcuni pensano si trattasse di Jeremiah N. Reynolds, esploratore a cui aveva ispirato il personaggio protagonista di Storia di Arthur Gordon Pym). Alcune fonti affermano che le ultime parole di Poe furono «Signore aiuta la mia povera anima». Tutti i referti medici, compreso il suo certificato di morte, sono andati perduti. I giornali dell'epoca attribuirono la morte dello scrittore a una "congestione del cervello" o "infiammazione cerebrale", eufemismi comuni per le morti dovute a cause come l'alcolismo; la causa della morte sarebbe in questo caso la cirrosi epatica con encefalopatia alcolica.
L'effettiva causa della morte rimane comunque un mistero; a partire già dal 1872 si ritenne comunemente che fosse stato rapito e costretto a bere alcol, per essere sfruttato ripetutamente come "elettore forzato" (una pratica fraudolenta in uso nel XIX secolo e conosciuta come "cooping"); sarebbe deceduto per intossicazione da alcol o epatite alcolica, o coma etilico; altre ipotesi comprendono delirium tremens (sindrome da astinenza alcolica, accreditato per buona parte del XX secolo), cardiopatia, epilessia, neurosifilide, meningite tubercolare (contagiato dalla tubercolosi della moglie), colera, emorragia cerebrale, trauma cranico grave causato da un pestaggio da parte dei fratelli di Sarah Royster o da rapinatori, ictus, avvelenamento da metalli pesanti, tumore al cervello (un'ipotesi fatta dopo la riesumazione e l'analisi del cranio) e rabbia.

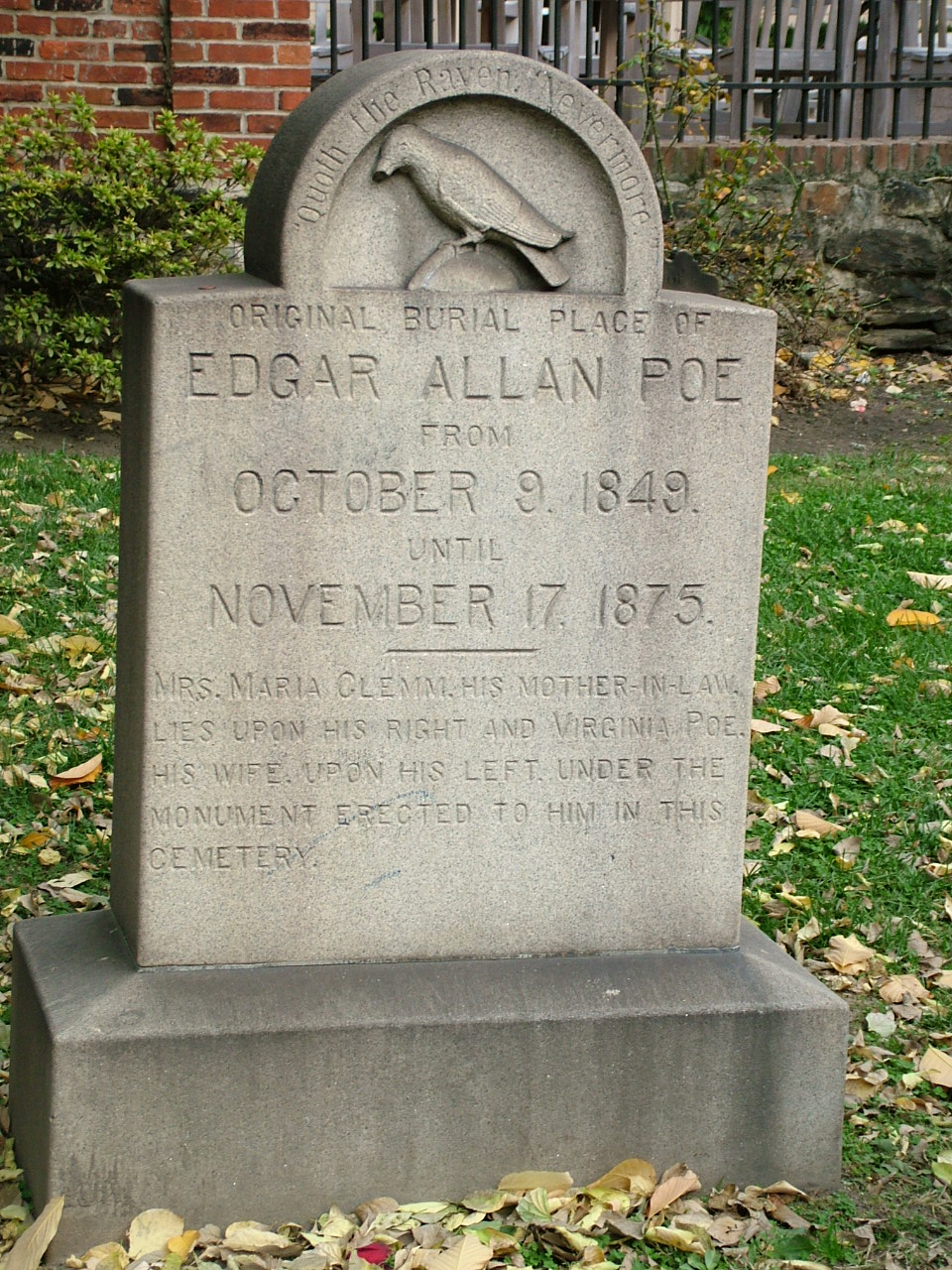
Sepoltura originale di Poe. Sulla parte superiore è inciso un corvo in omaggio alla poesia omonima. La lapide visibile fu così modificata nel 1875, anno in cui il corpo fu traslato nella tomba nuova.

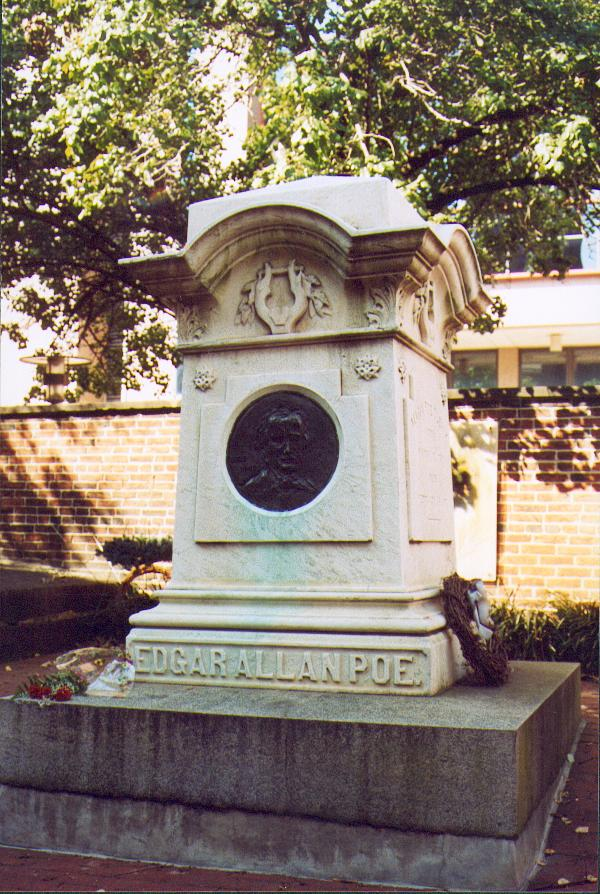
La tomba attuale presso il Westminster Burial Ground

Quest'ultima malattia è oggi una delle ipotesi più diffuse. Come affermato poi dal cardiologo dell'University of Maryland Medical Center, R. Michael Benitez nella sua relazione pubblicata nel settembre 1996: «Non si può dire con certezza che la rabbia fu causa della sua morte dal momento che non fu effettuata un'autopsia, tuttavia questa è l'ipotesi da considerare più veritiera in quanto deliri, tremori, allucinazioni e stati confusionali, sintomi tipici della rabbia, non possono essere spiegati con l'abuso di alcol poiché Poe smise di assumere queste sostanze sei mesi prima del ricovero in ospedale».
Benitez aggiunse che «i resoconti storici delle condizioni di Poe in ospedale pochi giorni prima della morte indicano che con grande probabilità egli ebbe la rabbia».
Aveva viaggiato in treno da Richmond fino a Baltimora pochi giorni prima, il 28 settembre; mentre era a Richmond, aveva inoltre fatto una proposta di matrimonio alla donna che sarebbe dovuta diventare la sua seconda moglie, Sarah Royster. Poe intendeva continuare il viaggio fino a Filadelfia per degli affari, quando si ammalò. I resoconti indicano che all'inizio era delirante con brividi e allucinazioni, poi cadde in coma. Si risvegliò dal coma, divenne calmo e lucido, ma poi cadde nuovamente in uno stato di delirio, divenne aggressivo ed ebbe bisogno di essere immobilizzato. Perse poi conoscenza e morì il quarto giorno di ospedale. Secondo Benitez «è insolito per pazienti che soffrono di astinenza da alcol ammalarsi gravemente, rimettersi per poco tempo e poi peggiorare e morire» e l'astinenza dagli oppiacei non produce tutti quei sintomi, con lucidità alternata a stati di incoscienza. Il medico di Poe scrisse anche che Poe rifiutò l'alcol che gli fu offerto (per curare l'astinenza presunta) e bevve solo acqua, ma con gran difficoltà; questo pare essere un sintomo dell'idrofobia rabbica (causata dal fatto che la deglutizione di liquidi provoca un laringospasmo molto doloroso, che poi si estende, a causa dell'ipersalivazione e dell'effetto psicologico, al solo suggerimento di bere); in concomitanza con altri sintomi, è un classico e inequivocabile segno di rabbia. Benitez conclude che Poe venne, forse, morso da un animale portatore, ad esempio uno dei suoi gatti, un cane o un pipistrello, e contrasse la malattia senza quasi accorgersene.

## Controversie
(Eleonora, 1841)

### Le "memorie" di Griswold
Nel giorno della sepoltura di Edgar Allan Poe, apparve un lungo necrologio sul New York Tribune, a firma "Ludwig", che fu velocemente divulgato in tutto il paese. Il pezzo iniziava con queste parole: "Edgar Allan Poe è morto a Baltimora l'altro ieri. Questo annuncio farà sussultare molti, ma pochi ne saranno afflitti." "Ludwig" fu presto identificato come Rufus Wilmot Griswold, un editore, critico e antologista che nutriva dissapori personali e professionali nei confronti di Poe dal 1842. Griswold in qualche modo divenne l'esecutore letterario di Poe e tentò di distruggerne la reputazione dopo la sua morte.

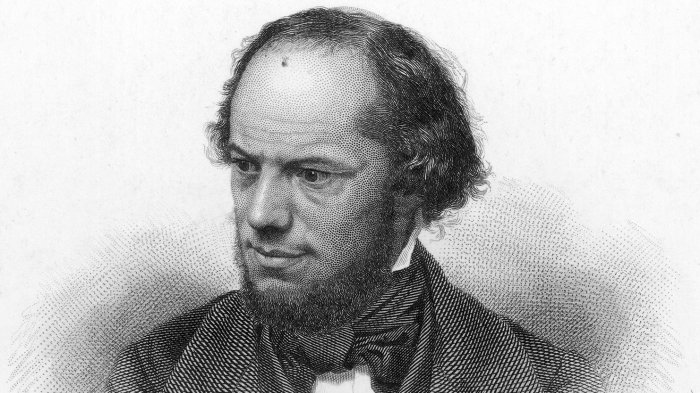
Rufus Griswold

Rufus Griswold scrisse un articolo biografico su Poe denominato "Memoria dell'Autore", a cui allegò alcune opere dello scrittore. Griswold lo rappresentò come un alcolizzato, pazzo, drogato, depravato e utilizzò le lettere di Poe come prova. Molte delle sue affermazioni erano tuttavia o falsità o mezze verità distorte: ad esempio, è ormai noto che Poe non fosse un tossicodipendente, se non dopo la morte della moglie Virginia. Gli amici di Poe denunciarono le inesattezze del libro di Griswold, tuttavia i suoi giudizi vennero popolarmente accettati. Ciò avvenne soprattutto perché era l'unica biografia completa in circolazione e predestinata perciò a successive varie ristampe, ma anche perché i lettori erano affascinati al pensiero di leggere le opere di un uomo "malvagio". Le lettere che Griswold presentò come prove della rappresentazione di Poe si rivelarono in seguito false. A differenza di quanto spesso si dice, Poe non fu oppiomane o consumatore di droga o alcolizzato per gran parte della sua vita: cominciò a bere in maniera massiccia (prima riusciva a tenere sotto controllo la tendenza all'alcol) e a usare droghe solo negli ultimi anni di vita, specialmente dopo la morte della moglie. In alcuni periodi della sua vita fu astemio; tranne negli ultimi anni non fu un accanito bevitore, ma a causa di una sindrome genetica era ipersensibile all'alcol, per cui anche un bicchiere di vino poteva portarlo all'ubriachezza, come riportato da Sarah Helen Whitman.
La "leggenda nera" di Poe come archetipo del poeta maledetto, autodistruttivo o simile ai personaggi dei suoi racconti del terrore corrisponde solo in parte, perché egli era, fino agli ultimi anni, più simile al razionale Dupin, la cui fascinazione per il macabro e il mistero ha basi psicologiche, artistiche e scientifiche.

## Stile e temi letterari

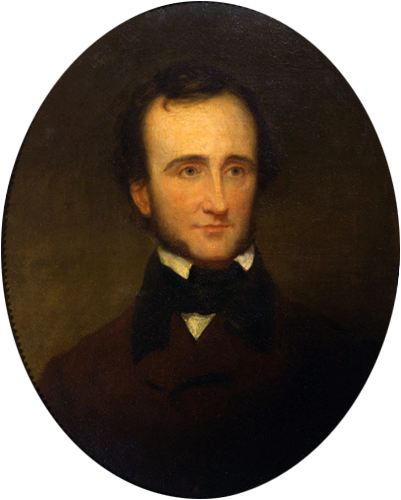
Ritratto di Poe del pittore Samuel Stillman Osgood (1845)

### Generi
Le opere di narrativa più conosciute di Poe sono in stile gotico, un genere seguito per assecondare il gusto del pubblico, anticipatore della letteratura horror. La maggior parte delle sue tematiche ricorrenti hanno a che fare con la morte, specie quella di una donna amata: i suoi segni fisici, gli effetti della decomposizione, la preoccupazione di una sepoltura da vivi (in La sepoltura prematura), la rianimazione dei cadaveri e il macabro (Ligeia, Morella, Berenice...), le paure più ataviche (La maschera della morte rossa...) e il lutto (Il corvo, Annabel Lee, Morella, Ligeia, Eleonora...). In parecchi casi l'orrore o l'inquietudine non derivano da violenza esibita o veri eventi soprannaturali o paranormali inequivocabili (se non per i racconti di fantasmi, non-morti, maledizioni e simili, come La caduta della casa degli Usher o Morella) ma da malattie mentali e fobie del protagonista, oppure da eventi reali terrorizzanti o cose insolite, sempre filtrate dalla mente del personaggio narrante (ad esempio Il cuore rivelatore, La sepoltura prematura, Berenice, Il corvo, Il gatto nero, Il pozzo e il pendolo, William Wilson) per cui Poe è anche un precursore del romanzo psicologico, come poi Fëdor Dostoevskij. In altri Poe lascia volutamente non chiaro se si parli di un reale evento, oppure di una suggestione, o ancora di un'allucinazione indotta sia dalla psiche del personaggio sia dall'uso di droghe o alcol, o un fenomeno ipnotico (Ligeia, dove il protagonista, che assiste alla "resurrezione" della prima moglie a partire dal corpo della seconda consorte deceduta, è un accanito consumatore di oppio; o anche Il ritratto ovale, Una storia delle Ragged Mountains, Rivelazione mesmerica...).
Molti dei suoi lavori sono generalmente considerati parte del genere del romanticismo dark (corrente tardo-romantica statunitense che si rifece al romanticismo gotico europeo), una reazione letteraria al trascendentalismo, che era fortemente inviso a Poe. Egli scherniva gli aderenti a questo movimento e ridicolizzava i loro scritti descrivendoli come "metafore a conduzione pazza", che cadono nel "dimenticatoio per amor dell'oscurità" o "mistiche per l'amore del misticismo". Tuttavia in una lettera indirizzata a Thomas Holley Chivers Poe affermava di non disprezzare i trascendentalisti, ma "solo gli ipocriti e i sofisti che vi erano tra di loro".
Oltre ai racconti dell'orrore, Poe scrisse anche i noti polizieschi, gialli psicologici e racconti con il ragionamento al centro, come la serie di Auguste Dupin, in cui l'orrore cede il posto alla ragione scientifica e logica che scioglie il mistero e la paura, satire, racconti umoristici e bufale. Per l'effetto comico, utilizzò sapientemente l'ironia e la stravaganza del ridicolo, spesso nel tentativo di distogliere il lettore dal conformismo culturale. Metzengerstein, la prima storia che notoriamente Poe pubblicò, fu la sua prima incursione nel genere dell'orrore, ma fu originariamente intesa come una satira burlesque del genere popolare. Poe reinventò anche la fantascienza, utilizzando nei suoi scritti le tecnologie emergenti, come le mongolfiere in La frottola del pallone e L'incomparabile avventura di un certo Hans Pfaall, il racconto di un fantasioso allunaggio, ispirato a racconti simili di Voltaire, Cyrano de Bergerac e Raspe (autore delle avventure del Barone di Münchhausen) oltre a racconti d'avventura che sfociano spesso nelle sue atmosfere horror più classiche, mescolate col romanzo di avventura (Storia di Arthur Gordon Pym, Una discesa nel Maelström, Manoscritto trovato in una bottiglia). Poe scrisse gran parte delle sue opere utilizzando temi rivolti specificamente ai gusti della massa. A tal fine, la sua narrativa incluse spesso elementi relativi a pseudoscienze popolari, come la frenologia, il mesmerismo e la fisiognomia.

#### Fisica, cosmologia e occulto
Poe si interessò di scienza, cosmologia, occulto ed esoterismo. Eureka, un saggio scritto nel 1848, comprendeva una teoria cosmologica che presagiva la teoria del Big Bang 80 anni prima che fosse formulata, nonché la prima soluzione plausibile per il paradosso di Olbers. Poe non utilizzò il metodo scientifico in Eureka che invece fu scritta utilizzando la pura intuizione. Per questo motivo è ritenuta un'opera d'arte, non un trattato scientifico; mentre era ancora in vita, Poe sostenne che fosse riportata la verità e giudicò l'opera il suo capolavoro. Tuttavia, Eureka è piena di errori scientifici. In particolare, le intuizioni di Poe ignorano i principi newtoniani per quanto riguarda la densità e la rotazione dei pianeti. Poe, come convinto evoluzionista, estende le sue riflessioni alla vita sulla Terra, come faranno gli scrittori seguaci dell'evoluzionismo di Charles Darwin: egli assimila il processo di formazione del sistema solare, all'evoluzione di nuove specie sulla Terra:
Poe era affascinato anche dal mesmerismo, tant'è che scrisse dapprima una novella, Rivelazione mesmerica, in cui un soggetto mesmerizzato in punto di morte descrive la vita nell'aldilà, parlando del regno delle ombre. Poi, sullo stesso argomento, un racconto di poche pagine, La verità sul caso di Mr. Valdemar, tradotto anche con il nome di Testimonianza sul caso del signor Valdemar, e Una storia delle Ragged Mountains, in cui aggiunge al mesmerismo il tema della reincarnazione.
Poe espresse la sua visione religiosa, una sintesi di panteismo, vitalismo e materialismo, anche in una lettera a James Russell Lowell, dove si dimostra interessato anche alla fisica delle particelle e allo spiritismo (all'epoca studiato anche da alcuni uomini di scienza):

#### Crittografia

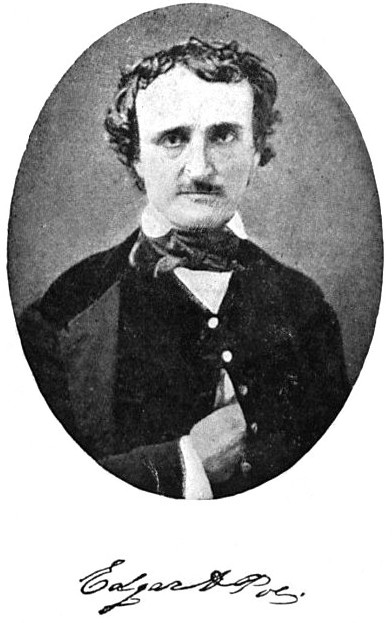
Ritratto fotografico di Poe con firma

Poe coltivò un vivo interesse per la crittografia. Mise un avviso circa le sue capacità sull'Alexander's Weekly (Express) Messenger, invitando i crittografi a mandargli i loro lavori che poi lui avrebbe proceduto a risolvere. Nel luglio 1841, Poe pubblicò un saggio intitolato "Qualche parola sulla scrittura segreta" sul Graham's Magazines. Sfruttando l'interesse pubblico per l'argomento, scrisse Lo scarabeo d'oro, che utilizza la crittografia come parte essenziale della storia. Il successo di Poe con la crittografia non fu basato tanto su una sua profonda conoscenza di quel campo (il suo metodo si limitò al semplice cifrario a sostituzione), ma sulla sua conoscenza delle riviste e dei giornali. Le sue appassionanti capacità di analisi, così evidenti nei suoi romanzi polizieschi, gli permisero di notare come il pubblico fosse in gran parte ignorante sui metodi con cui un semplice crittogramma a sostituzione potesse essere risolto, e quindi utilizzò ciò a suo vantaggio. La sensazione che Poe riuscì a creare con le sue acrobazie crittografiche svolse un importante ruolo nella divulgazione della crittografia su giornali e riviste.
Poe contribuì alla crittografia al di là del crescente interesse suscitato dal pubblico durante la sua vita. William Friedman, un eminente crittografo statunitense, fu fortemente influenzato da Poe. L'interesse iniziale di Friedman sulla crittografia gli venne dalla lettura de "Lo scarabeo d'oro" da bambino; un interesse che poi mise a frutto per decifrare il codice PURPLE giapponese durante la seconda guerra mondiale.

### Teoria letteraria
Gli scritti di Poe riflettono le sue teorie letterarie, che presentò ampiamente nelle sue critiche e in alcuni saggi, come "Il principio poetico". Non apprezzava il didatticismo e l'allegoria, riteneva che il significato di uno scritto dovesse essere celato sotto una lieve superficie. Opere con ovvi significati, scrisse, cessano di essere arte. Riteneva, inoltre, che il lavoro di qualità dovesse essere breve e concentrato su uno specifico effetto singolo. A tal fine, ritenne che lo scrittore dovesse calcolare accuratamente ogni sentimento e ogni idea.
In La filosofia della composizione, un saggio in cui Poe descrisse la genesi de Il corvo, egli afferma di aver rigorosamente seguito questo metodo. T. S. Eliot disse: "È difficile per noi leggere quel saggio, senza riflettere se Poe abbia tracciato la sua poesia con tale calcolo, egli avrebbe impiegato più dolore su di esso: il risultato non rende merito al metodo." Il biografo Joseph Wood Krutch ha descritto il saggio come "un esercizio altamente geniale nell'arte della razionalizzazione".

## Eredità

### Influenza letteraria

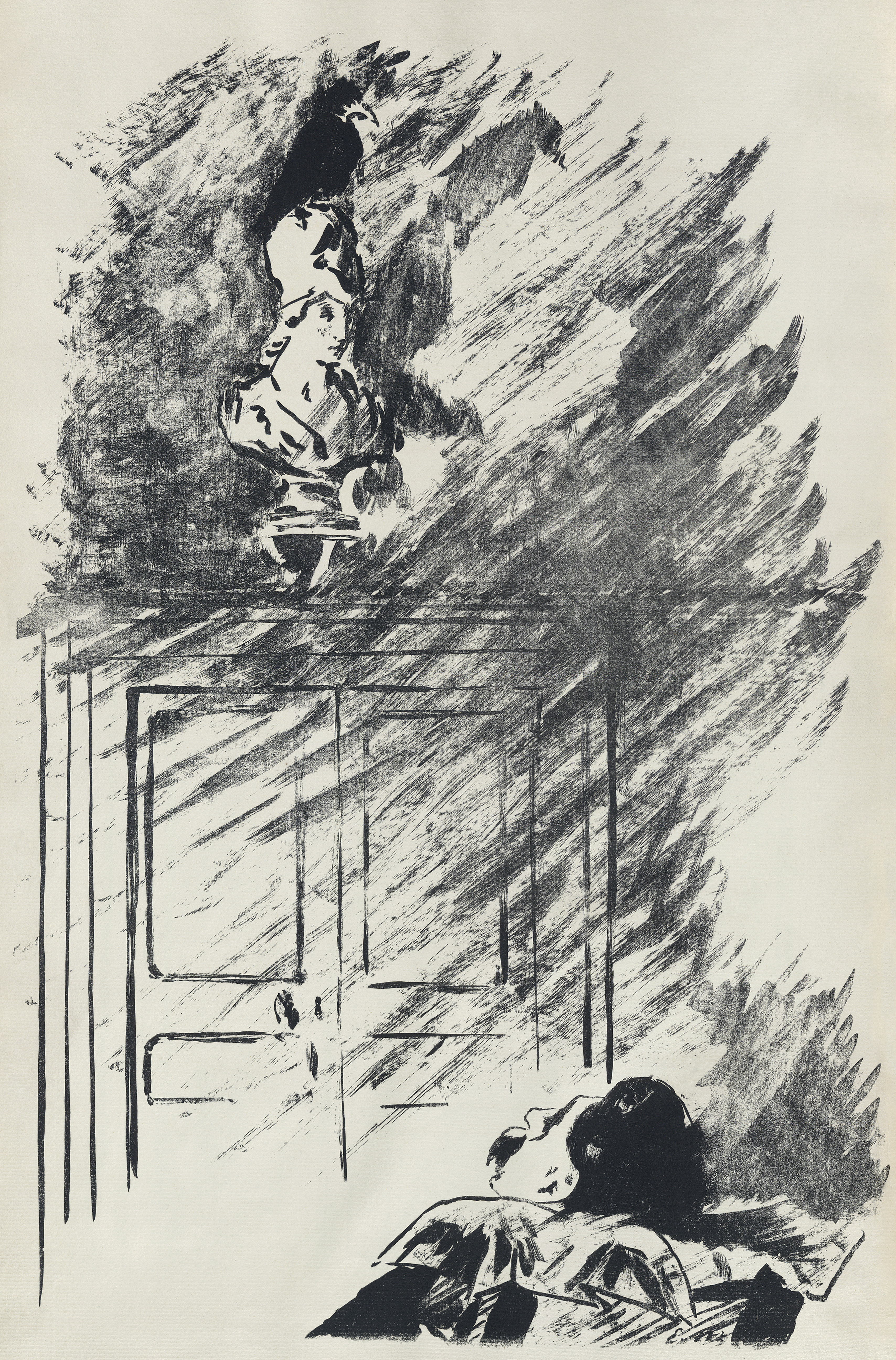
Illustrazione dell'impressionista Édouard Manet per la traduzione di Stéphane Mallarmé di "Il corvo", 1875

Durante la sua vita, Poe fu per lo più riconosciuto come un critico letterario. Il collega James Russell Lowell lo definì "il critico più esigente, filosofico e senza paura di opere di fantasia che abbia mai scritto in America", suggerendo, in tono retorico, che di tanto in tanto usasse l'acido prussico invece dell'inchiostro. Le caustiche recensioni di Poe gli fecero guadagnare la reputazione di "uomo Tomahawk". Uno dei bersagli preferiti delle critiche di Poe fu il poeta di Boston, Henry Wadsworth Longfellow, successivamente acclamato, che fu spesso difeso dai suoi amici letterati in quella che fu poi detta "La guerra Longfellow". Poe accusò Longfellow di "eresia del didattico", di scrivere poesie che erano prediche e tematiche plagiate. Poe correttamente previde che la reputazione e lo stile delle poesie di Longfellow sarebbero caduti in declino, concludendo di "considerare le sue elevate qualità, ma negargli un futuro".
Poe fu conosciuto anche come scrittore di narrativa e divenne uno dei primi autori statunitensi del XIX secolo più popolare in Europa rispetto che in patria. Poe fu particolarmente apprezzato in Francia, in parte per via delle prime traduzioni di Charles Baudelaire.

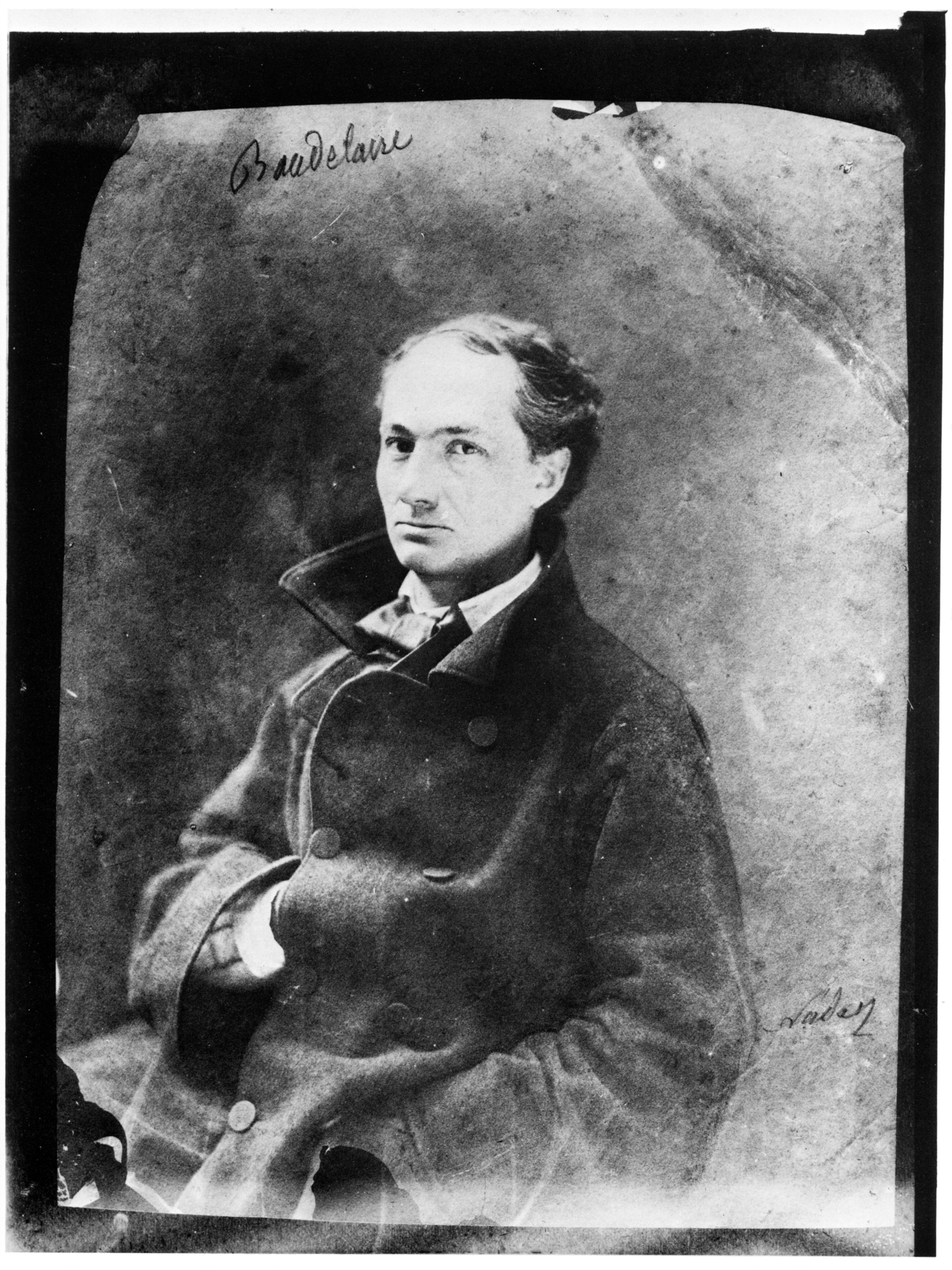
Charles Baudelaire nel 1855

In Europa furono Baudelaire e Paul Verlaine i principali discepoli postumi dell'autore americano dal punto di visto poetico. Claude Pichois nel suo commento ai saggi baudelairiani su Poe, individua la nascita della poetica del simbolista francese come coincidente con la scoperta e rivalutazione dell'americano, noto in Francia dal 1844 e dalla coeva critica fourierista indicato come un reazionario ma da Baudelaire subito percepito e presentato come un illuminato. Egli scrisse che Poe e il filosofo controrivoluzionario de Maistre gli "hanno insegnato a ragionare", lo ricorda nei Diari intimi e come critico gli dedica il saggio Edgar Poe. La sua vita, le sue opere.
I primi racconti polizieschi di Poe con protagonista Auguste Dupin gettarono le basi per i futuri detective della letteratura. Sir Arthur Conan Doyle affermò: "Ogni [romanzo poliziesco di Poe] è una radice da cui tutta una letteratura si è sviluppata [...] dove era il romanzo poliziesco prima che Poe inspirasse l'alito di vita in esso?" Dupin ha ispirato lo Sherlock Holmes di Arthur Conan Doyle.
I Mystery Writers of America chiamarono "Edgar Award" i premi per l'eccellenza nel genere che essi annualmente assegnano. L'opera di Poe influenzò anche la fantascienza, in particolare Jules Verne, che scrisse un seguito al romanzo di Poe Storia di Arthur Gordon Pym dal titolo La sfinge dei ghiacci. Lo scrittore di fantascienza H. G. Wells osservò che "Pym dice quello che una mente molto intelligente, di un secolo fa, poteva immaginare sulla regione del polo sud".
Come molti artisti famosi, le opere di Poe produssero degli imitatori. Tra di essi vi fu la tendenza di avere la pretesa di essere dei veggenti o sensitivi in grado di "canalizzare" lo spirito di Poe nelle poesie. Tra i più importanti di essi vi fu Lizzie Doten, che nel 1863 pubblicò Poesie della Vita Interiore, in cui affermò di aver "ricevuto" nuove composizioni dallo spirito di Poe. I suoi lavori furono rielaborazioni di celebri poesie di Poe, come The Bells, ma che proponevano una nuova prospettiva positiva.
Poe non ricevette solo elogi, ma fu anche criticato. Questo avvenne in parte a causa della percezione negativa del suo carattere personale e dall'influenza della sua reputazione. William Butler Yeats criticò spesso Poe e una volta lo definì "volgare". Il trascendentalista Ralph Waldo Emerson parlò della poesia "Il corvo" dicendo: "Non vi vedo nulla in essa", e derise l'autore definendolo "l'uomo della canzonetta". Si sa che le sue poesie non piacevano molto a Walt Whitman. Aldous Huxley descrivendo la scrittura di Poe disse che "cade nella volgarità per essere troppo poetica, l'equivalente di indossare un anello di diamanti su ogni dito." Si ritiene che solo dodici copie del primo libro di Poe, Tamerlano e altre poesie, siano sopravvissute. Nel dicembre 2009, una copia è stata venduta da Christie's di New York per 662 500 dollari, un prezzo record per un'opera di letteratura statunitense.
Nel XX secolo, un altro scrittore di horror e letteratura fantastica weird della Nuova Inghilterra, Howard Phillips Lovecraft, ne raccolse dichiaratamente il testimone ispirandosi allo stile di Poe nella prima parte della sua carriera.
In Italia una forte influenza di Poe è rilevabile nello scapigliato Igino Ugo Tarchetti, in Ernesto Ragazzoni (primo traduttore di Poe in lingua italiana) e in parte su Giovanni Pascoli, specie nella poesia L'assiuolo, che echeggia lo stile onomatopeico de Il corvo.

## Nella cultura di massa

### Come personaggio
Edgar Allan Poe è stato spesso considerato un personaggio romanzato, spesso rappresentato come il "genio pazzo" o l'"artista tormentato" che esternava le sue lotte interiori. Molte di queste rappresentazioni si fondono anche con i personaggi dei suoi racconti, suggerendo che Poe e i suoi personaggi condividessero l'identità. Spesso raffigurazioni di fantasia di Poe e della sua abilità di risolvere i misteri, sono state usate in romanzi, come "L'ombra di Edgar" di Matthew Pearl.

### Poe Toaster
In aggiunta al mistero che circonda la morte di Poe, un visitatore sconosciuto, comunemente denominato "Poe Toaster" (brindante a Poe), rese omaggio alla sua tomba ogni anno, a partire dal 1949. Dato che questa consuetudine è proseguita per oltre 60 anni, è probabile che il "Poe Toaster" sia stato in realtà più di una persona, anche se il tributo era sempre lo stesso. Ogni 19 gennaio, nelle prime ore del mattino, questo personaggio faceva un brindisi con cognac presso la lapide originale di Poe, lasciando tre rose. I membri dell'Edgar Allan Poe Society di Baltimora hanno contribuito a proteggere questa tradizione per decenni.
Il 15 agosto del 2007 Sam Porpora, un ex storico della Chiesa di Westminster a Baltimora, dove Poe è sepolto, ha sostenuto di essere colui che ha iniziato la tradizione. Porpora ha dichiarato di aver iniziato nel 1949, al fine di raccogliere fondi e rafforzare l'importanza della chiesa. La sua storia non è mai stata confermata e alcuni dettagli che egli ha fornito alla stampa si sono dimostrati inesatti. L'ultima apparizione del "Poe Toaster" è avvenuta il 19 gennaio 2009, il giorno del bicentenario dalla nascita di Poe.

## Opere

### Romanzi
- Storia di Arthur Gordon Pym (The Narrative of Arthur Gordon Pym of Nantucket, 1838)
- Il diario di Julius Rodman (The Journal of Julius Rodman, 1840, incompiuto)

### Racconti

#### Raccolte
- Racconti del grottesco e dell'arabesco (Tales of the Grotesque and the Arabesque, 1840)
- Racconti in prosa (Prose Tales, 1843)
- Racconti (Tales, 1845)

#### Racconti di raziocinio
- Con protagonista Auguste Dupin:
  - I delitti della Rue Morgue (The Murders in the Rue Morgue, 1841)
  - Il mistero di Marie Roget (The Mystery of Marie Rogêt, 1842)
  - La lettera rubata (The Purloined Letter, 1845)
- Lo scarabeo d'oro (The Gold-Bug, 1843)

#### Racconti di tema vario
- Una storia di Gerusalemme (A Tale of Jerusalem, 1832)
- L'incomparabile avventura di un certo Hans Pfaall (The Unparalleled Adventure of One Hans Pfaall, 1835)
- Quattro bestie in una (Four Beasts in One, 1836)
- Il giocatore di scacchi di Maelzel (Maelzel's Chessplayer, 1836)
- Conversazione di Eiros e Charmion (The Conversation of Eiros and Charmion, 1839)
- L'uomo della folla (The Man of the Crowd, 1840)
- L'isola della fata (The Island of the Fay, 1841)
- Le terre di Arnheim (The Domain of Arnheim, 1842)
- Mattino sul Wissahiccon - L'alce (Morning on the Wissahiccon - The Elk, 1844)
- La frottola del pallone (The Balloon Hoax, 1844)
- Colloquio di Monos e Una (The Colloquy of Monos and Una, 1841)
- Il millesimo-secondo racconto di Sheherazade (The Thousand-and-Second Tale of Scheherazade, 1845)
- La sfinge (The Sphinx, 1846)
- Il villino di Landor (Landor's Cottage, 1849)
- Von Kempelen e la sua scoperta (Von Kempelen and His Discovery, 1849)
- Il faro (The Light-House, racconto incompiuto, 1849)

#### Racconti del terrore
- Metzengerstein (Metzengerstein, 1832)
- Il duca de l'Omelette (Le duc de l'Omelette, 1832)
- Bon-Bon (Bon-Bon, 1832)
- Manoscritto trovato in una bottiglia (Ms. Found in a Bottle, 1833)
- L'appuntamento (The Assignation, 1834)
- Berenice (Berenice, 1835)
- Morella (Morella, 1835)
- Re Peste - Un racconto contenente un'allegoria (King Pest, 1835)
- Ombra (Shadow: A Parable, 1835)
- Silenzio (Silence: A Fable, 1837)
- Ligeia (Ligeia, 1838)
- L'uomo finito (The Man That Was Used Up, 1839)
- La caduta della casa degli Usher o La rovina della casa degli Usher (The Fall of the House of Usher, 1839). (Opera di Philip Glass)
- William Wilson (William Wilson, 1839)
- Una discesa nel Maelström (A Descent Into the Maelström, 1841)
- Eleonora (Eleonora, 1841)
- Mai scommettere la testa col diavolo (Never Bet the Devil Your Head, 1841)
- Il ritratto ovale (The Oval Portrait, 1842)
- La maschera della morte rossa (The Masque of the Red Death, 1842)
- Il pozzo e il pendolo (The Pit and the Pendulum, 1842)
- Il cuore rivelatore (The Tell-Tale Heart, 1843)
- Il gatto nero (The Black Cat, 1843)
- Una storia delle Ragged Mountains (A Tale of the Ragged Mountains, 1844)
- La sepoltura prematura (The Premature Burial, 1844)
- Rivelazione mesmerica (Mesmeric Revelation, 1844)
- La cassa oblunga (The Oblong Box, 1844)
- Sei tu il colpevole (Thou Art the Man, 1844)
- Il potere delle parole (The Power of the Words, 1845)
- Il genio della perversione o Il demone della perversità (The Imp of the Perverse, 1845)
- Quattro chiacchiere con una mummia (Some Words with a Mummy, 1845)
- Il sistema del dott. Catrame e del prof. Piuma (The System of Doctor Tarr and Professor Fether, 1845)
- La verità sul caso di Mr. Valdemar (The Facts in the Case of M. Valdemar, 1845)
- Il barile di Amontillado o La botte di Amontillado (The Cask of Amontillado, 1846)
- Hop-Frog (Hop-Frog, 1849)

Pur essendo scritti di genere horrorifico i racconti Eleonora, Ligeia e Morella fanno parte di una trilogia a sé stante.

#### Racconti umoristici e di satira letteraria
- Perdita di fiato (Loss of Breath, 1832)
- Mondanità (Lionizing, 1835)
- Mistificazione (Mystification, 1837)
- Come scrivere un articolo alla Blackwood (How to Write a Blackwood Article, 1838)
- Una situazione imbarazzante (A Predicament, 1838)
- Il diavolo nel campanile (The Devil in the Belfry, 1839)
- Perché il francesino porta la mano al collo (Why the Little Franchman Wears His Hand in a Sling, 1840)
- L'uomo d'affari (The Business Man, 1840)
- Tre domeniche in una settimana (Three Sundays in a Week, 1841)
- La truffa (Diddling, 1843)
- Gli occhiali (The Spectacles, 1844)
- L'angelo del bizzarro (The Angel of the Odd, 1844)
- Vita letteraria di Thingum Bob (The Literary Life of Thingum Bob, Esq., 1844)
- Come icsare un paragrabo (X-ing a Paragrab, 1849)
- Mellonta Tauta (Mellonta Tauta, 1849)

### Poesie
- Poesia (Poetry, 1824 circa, nota 152)
- Tamerlano (Tamerlane, 1827)
- Canto (Song, 1827)
- Sogni (Dreams, 1827)
- Spiriti dei morti (Spirits of the Dead, 1827)
- La stella della sera (Evening Star, 1827)
- Imitazione (Imitation, 1827)
- Stanze (Rooms, 1827)
- Un sogno (A Dream, 1827)
- Il giorno più felice (The Happiest Day, 1827)
- Il Lago (The Lake, 1827)
- Sonetto alla Scienza (Sonnet - To Science, 1829)
- Al Aaraaf (Al Aaraaf, 1829)
- Romanza (Romance, 1829)
- Al fiume (To the River, 1829)
- Fantasticheria (Fairy-Land, 1829)
- Elizabeth (Elizabeth, 1829)
- Acrostico (An Acrostic, 1829)
- Solo (Alone, 1830)
- Ad Elena (To Helen, 1831)
- Israfel (Israfel, 1831)
- La Dama che dorme (The Sleeper, 1831)
- La valle dell'Inquietudine (The Valley of Unrest, 1831)
- La città nel mare (The City in the Sea, 1831)
- A Peana (A Paean, 1831)
- A una in Paradiso (To One in Paradise, 1834)
- Inno (Hymn, 1835)
- Serenata (Serenade, 1835)
- Fanny (Fanny, 1835)
- Il Colosseo (The Coliseum, 1835)
- Ballata nuziale (Bridal Ballad, 1837)
- A Zante (To Zante, 1837)
- Il palazzo incantato (The Haunted Palace, 1839), inclusa nel racconto La caduta della casa degli Usher
- Silenzio (Sonnet - Silence, 1839)
- Lenora (Lenore, 1842)
- Il verme conquistatore (The Conqueror Worm, 1843)
- Eulalia (Eulalia, 1843)
- Terra di sogno (Dream Land, 1844)
- Il corvo (The Raven, 1845): forse ispirata dal corvo da compagnia di Charles Dickens, Grip
- Una Valentina (A Valentine, 1846)
- Ulalume (Ulalume, 1847)
- Enigma (An Enigma, 1848)
- Le campane (The Bells, 1849)
- Un sogno dentro a un sogno (A Dream Within a Dream, 1849)
- Per Annie (For Annie, 1849)
- Eldorado (Eldorado, 1849)
- A mia madre (To My Mother, 1849)
- Annabel Lee (Annabel Lee, 1849)
- Ad Elena (2) (To Helen 2)

### Saggi
- Manuale del Concologo (The Conchologist's First Book, 1839, 1840, 1845)
- Filosofia dell'arredamento (The Philosophy of Furniture, 1840)
- Qualche parola sulla scrittura segreta (A Few Words on Secret Writing, 1841, nel "Graham's Magazine")
- La razionalità del verso (The Rationale of Verse, 1842)
- La filosofia della composizione (The Philosophy of Composition, 1846)
- Eureka (Eureka: A Prose Poem, 1848)
- Il principio poetico (The Poetic Principle, 1849)

### Drammaturgie
- Poliziano (Politian, tragedia incompiuta)

## Edizioni

### Opera omnia in inglese
- The Complete Works of Edgar Allan Poe, a cura di C.F. Richardson, New York 1902
- The Collected Works, a cura di T.O. Mabbott e B.R. Pollin, Cambridge (Mass.) 1969
- Essays and Reviews, a cura di G. R. Thompson, The Library of America, 1984, ISBN 978-0-940450-19-6.

### Traduzioni italiane dei racconti
- Storie meravigliose, collana Piccola Collezione Amena, Napoli, E.Pietrocola, 1888, SBN BA10082761.
- Racconti, trad. di Delfino Cinelli ed Elio Vittorini, Mondadori, Milano, 1936 e succ. ed.
- Racconti, a cura di Lidia Rho Servi, UTET, Torino, 1941
- Racconti, trad. di A. Grosso, Chiantore, Torino 1945
- Racconti del mistero, trad. di Maria Gallone, Rizzoli, Milano 1949
- Racconti fantastici, trad. di Virginia Vaquer e Aldo Traverso, Casini, S.I., 1953
- Nuovi racconti strani, trad. di Decio Cinti, Sonzogno, Milano, 1956
- Racconti dell'incubo, trad. di Maria Gallone, Rizzoli, Milano, 1956
- Racconti dell'impossibile, trad. di Maria Gallone, Rizzoli, Milano, 1957
- Racconti straordinari, trad. di P. Ferruzzi, Curcio, Roma, 1962
- Racconti straordinari. Racconti grotteschi e seri, a cura di Franco Della Pergola, De Agostini, Novara, 1962.
- Tutti i Racconti. 22 illustrazioni di Harry Clarke, Collana Olimpo nero, Sugar, Milano, 1963
- Racconti straordinari, trad. di F. Pivano, A.C. Rossi, A. Traverso, V. Vaquer, Sansoni, Firenze, 1965
- Tutti i racconti, trad. di Carla Apollonio, Bietti, Milano, 1969; Orsa Maggiore Editrice, 1988-1992.
- Tutti i racconti, trad. di Giuseppe Sardelli, Feltrinelli, Milano, 1970
- Racconti, a cura di Gabriele Baldini, trad. di Gabriele Baldini e Luciana Pozzi, Garzanti, 1972 e succ. ed.
- Racconti, trad. di Franco De Poli, Fabbri, Milano 1973
- Opere scelte, trad. di Delfio Cinelli, Vincenzo Mantovani, Elio Vittorini, Gabriele Baldini, Elio Chinol, Tommaso Giglio, a cura di Giorgio Manganelli, Collana i Meridiani, Mondadori, Milano, 1981.
- Racconti, grottesche e arabeschi, 2 voll., introduzione di Giorgio Manganelli, premessa di Attilio Brilli, trad. Maria Gallone, Collana Classici Moderni, BUR, Milano, 1980-1989-2005; Collana Radici, BUR, Milano, 2007, ISBN 978-88-17-01858-6.
- I racconti 1831-1849, 3 voll., Collana Scrittori tradotti da scrittori, trad. di Giorgio Manganelli, Einaudi, Torino, 1983; poi I Racconti, introd. di Julio Cortázar, Collana i millenni, Einaudi, 1990; Collana ET Biblioteca, Einaudi, 2009.
- Racconti, pref. di Marisa Bulgheroni, Bompiani, Milano, 1985
- Tutti i racconti del mistero, dell'incubo e del terrore, trad. di Daniela Palladini e Isabella Donfrancesco, Newton Compton, Roma 1989
- Tutti i racconti e le poesie, a cura di Carlo Izzo, presentazione di Guido Fink, Le Lettere, Firenze 1990
- Tutti i racconti, a cura di Ornella De Zordo, Mursia, Milano, 1992
- Racconti e Poesie, Sansoni, Firenze, 1993.
- Opere (1832-1840), trad. it. di G. Krätli, Milano, Frassinelli, 1996.
- Racconti, trad. di Mariarosa Mancuso, Feltrinelli, Milano, 1998
- Tutti i racconti, a cura di Carla Apollonio, Rusconi, Milano, 2007, ISBN 978-88-18-02485-2.
- I racconti del terrore, trad. di Carlo Amato, Dalai, Milano, 2011.
- Racconti sensazionali, a cura di Carlo Martinez, Marsilio, Venezia, 2014.
- Obscura. Tutti i racconti di Edgar Allan Poe, a cura di Giuseppe Lippi, illustrazioni di Màlleus, Mondadori, 2018, ISBN 978-8804687047

### Altre traduzioni
(Per le singole opere si veda la voce specifica)
- Marginalia, Prefazione e traduzione di Luigi Berti, Milano, Mondadori, 1949.
- Marginalia, traduzione di Cristiana Mennella, a cura di Ottavio Fatica, Collana Confini, Roma, Theoria, 1994, ISBN 978-88-241-0394-7. - nuova ed., Collana gli Adelphi, Milano, Adelphi, 2019, ISBN 978-88-459-3414-8.
- Scritti ritrovati 1839-1845, a cura di Francesco Mei, Shakespeare & Company, Milano, I ed. 1984.
- The Raven - Ulalume - Annabel Lee nella traduzione di Fernando Pessoa. Versioni italiane di Antonio Bruno, Gabriele Baldini, Elio Chinol, a cura di Paolo Collo, Collana Scrittori tradotti da scrittori.Serie trilingue, Einaudi, Torino, 1995.
- Vascelli fantasma, Mattioli 1885, Fidenza 2015 traduzione di Livio Crescenzi ISBN 978-88-6261-501-3
- Impareggiabili notizie, Mattioli 1885, Fidenza 2011 traduzione di Nicola Manuppelli ISBN 978-88-6261-182-4

### Lettere e carteggi
- Epistolario (raccolto da John Ward Ostram), traduzione di , prefazione e cura di Henry Furst, Collana Il Cammeo n.78, Milano, Longanesi & C., 1955.
- Vita attraverso le lettere. A cura di Barbara Lanati (1826-1849), traduzione di Luisa Balacco, Collana Gli struzzi n.425, Torino, Einaudi, 1992, ISBN 978-88-06-12784-8.
- So solo che vi amo: lettere d'amore, a cura di Lucio Angelini, Milano, Archinto, 1994.
- Lettere. A cura di Barbara Lanati, traduzione di B. Lanati, Nicoletta Lucchetti, Laura V. Traversi, Collana La Cultura, Milano, Il Saggiatore, 2017, ISBN 978-88-428-2374-2.
- La lettera rubata e altre indagini, traduzione di Giorgio Manganelli, Roma, L'orma, 2013, ISBN 9788898038213.

## E.A. Poe e il cinema
Per le trasposizioni cinematografiche delle sue opere vedi anche Adattamenti cinematografici e televisivi dei racconti di Edgar Allan Poe.
Dai racconti di Edgar Allan Poe sono stati tratti numerosi film. I più celebri sono La caduta della casa Usher, I vivi e i morti, Il pozzo e il pendolo, Sepolto vivo, I racconti del terrore, I maghi del terrore, La maschera della morte rossa, La tomba di Ligeia, Tre passi nel delirio, Black Cat (Gatto nero), Due occhi diabolici, The Raven e Stonehearst Asylum.
Poe appare come coprotagonista del film The Pale Blue Eye - I delitti di West Point (2022) del regista Scott Cooper, interpretato da Harry Melling.

## E.A. Poe e la musica
La "musicalità" delle poesie e delle prose di Poe ha sempre affascinato i lettori, la prova di quanto essa gli sia connaturata è data anche dal richiamo che ha esercitato su alcuni musicisti. Vi sono anche opere liriche di autori italiani ispirate ai testi e alla stessa persona di Poe.
Il compositore Vieri Tosatti (1920-1999) ha scritto due opere sui temi di Poe: Il Sistema della Dolcezza (1948-1949), rappresentata la prima volta al Teatro Donizetti di Bergamo nel 1951, che è tratta dalla novella Il sistema del dott. Catrame e del prof. Piuma ma con un rovesciamento del finale; la seconda opera, Il Paradiso e il Poeta (in tre atti, del 1964-1965) è invece basata sulla giustapposizione di vari racconti e poesie di Poe, che diventa perfino il protagonista.
Il compositore Giulio Viozzi (1912-1984) scrisse Allamistakeo, atto unico basato sul racconto omonimo di Poe, anch'essa rappresentata la prima volta al Teatro Donizetti di Bergamo nel 1954.
Nel 1957 il compositore Bruno Bettinelli scrisse l'atto unico Il pozzo e il pendolo, basato sull'omonima novella di Poe.
Ad alcuni racconti di Poe è stato ispirato l'album di esordio dei The Alan Parsons Project di nome Tales of Mystery and Imagination - Edgar Allan Poe del 1976, più precisamente alle poesie Il corvo, Un sogno dentro a un sogno e A una in Paradiso e ai racconti del terrore Il cuore rivelatore, Il barile di Amontillado, Il sistema del dott. Catrame e del prof. Piuma e La caduta della casa degli Usher. Anche altri lavori del gruppo sono ispirati ai racconti di E.A. Poe come The Gold Bug, brano ispirato al racconto Lo scarabeo d'oro. Eric Woolfson, uno dei membri principali degli Alan Parsons Project ha pubblicato nel 2003 l'album solista Poe: More Tales of Mystery and Imagination contenente altri brani ispirati ai racconti di Poe.
Nel 1981 gli Iron Maiden inserirono nel loro album Killers un brano dal titolo Murders in the Rue Morgue.
La cantautrice francese Nolwenn Leroy mise in musica le poesie A Dream e The Lake per l'album Gemme nel 2017.